# 핵확산방지조약

국가별 조약인준
핵보유를 인정하는 국가1
핵보유를 인정하는 국가2
핵 확산 금지에 찬성하는 국가1
핵 확산 금지에 찬성하는 국가2
탈퇴 국가
조약 비준을 하지 않은 국가
중화민국 - 사유로 인한 미가입

핵무기의 비확산에 관한 조약(核武器-非擴散-關-條約, Treaty on the Non-Proliferation of Nuclear Weapons), 약칭 핵확산방지조약(核擴散防止條約, Non-Proliferation Treaty - NPT, 문화어: 핵무기 전파 방지 조약(核武器 傳播 防止 條約))은 핵무기를 보유하지 않은 나라가 핵무기를 갖는 것과 핵무기 보유국이 비보유국에 핵무기를 제공하는 것을 금지하는 조약으로, 핵확산 금지 조약이라고 불리기도 한다.

## 상세

### 핵무기 개발과 핵군축
1966년 후반부터 미·소의 타협이 진전되어 1967년 초에는 미·소 간에 기본적인 합의가 이루어졌다. 미·소 초안의 심의를 맡았던 제네바 군축위원회에서는 비핵보유국이 특히 비판적이었다. 그들은 문제점으로 핵의 평화적 이용도 금지된다는 것, 핵보유국의 핵군축의무가 명기되어 있지 않다는 것, 비핵보유국의 핵활동에 대한 사찰이 내정간섭 수준이라는 것, 비핵보유국은 아무런 안전보장도 받을 수 없다는 것, 기한이 너무 길다는 것 등을 지적하였다. 미국과 소련 그리고 비핵보유국가의 논쟁은 1968년 6월 19일 미, 영, 소 3국이 '적극적 안전보장'을 유엔안보리에 제출, 발표함으로써 NPT의 구성이 완료가 되었다. 

### 핵확산금지 조약 결의 채택
그러나 미·소 양국은 약자인 이들 비핵보유국에게 조약을 강요한 면이 없지 않다. 그 결과 1969년 6월 12일 유엔 총회는 95:4, 기권 13으로 이 조약의 지지 결의를 채택하였다. 핵무기 보유국인 서명국 전부와 나머지 40개국의 비준을 필요로 하는 이 조약의 발효는 미·소의 비준서 기탁이 끝난 1970년 3월 5일 이루어졌다. 2010년 6월 현재 가맹국은 미국·러시아·중국·영국·프랑스 등 핵보유국을 비롯한 189개국이다. 조약은 매 5년마다 핵확산금지조약의 평가회의를 통해 재검토된다. 본디, 핵 확산 금지 조약은 25년 기한이었으나 1995년 5월 11일, 뉴욕에서의 평가회의에서 서명국이 합의하여 조약을 조건없이 무기한 연장하기로 결정했다.

## 구성
NPT는 서문과 11개 조항으로 구성되어 있으며, 내용은 1. 핵의 비확산 2. 핵무기 군비 축소 3. 핵 기술의 평화적 사용의 3가지로 요약될 수 있다.
NPT의 조약의 목적은 핵을 보유하지 않은 국가들의 핵 보유를 막고, 핵 보유국 내에서는 핵무기 증가, 핵무기 기술발전, 핵실험 등을 방지하며, 원자력의 평화적 이용을 추진하기 위해 체결된 것이다. 대한민국은 1975년 4월 23일 86번째 정식 비준국이 되었고, 조선민주주의인민공화국은 1985년 12월 12일에 가입을 했으나, 1993년 3월 12일 탈퇴를 선언하였다. 그러나 규약에 따라 탈퇴 선언 발효에 필요한 3개월이 지나기 직전인 1993년 6월 11일 조미공동성명에 따라 탈퇴를 일방적으로 유보하였다. 이후 2차 북핵위기가 가열되던 2003년 1월 10일에 유보하였던 탈퇴 선언을 재발효하여 NPT에서 탈퇴하였다.

## 조약의 한계
NPT는 조약당사국을 핵국가와 비핵국가로 구분하며, 비핵국가에 대해 어떤 경우에도 핵무기를 제조, 획득, 관리하거나 이양받을 수 없도록 규정하는 반면, 핵국가에 대해서는 핵무기 이양이나 개발 지원만을 금지할 뿐이다. 핵군축에 관한 조치나 조약에 대해서도 아무런 성과가 없으며, 핵확산금지나 핵무기의 완전한 부재도 전혀 실현되지 않고 있다. 이와 같이 NPT는 핵보유 국가가 비핵국가의 핵무장을 막기 위한 정책 위에 기초하고 있으며, 불평등조약이라는 것은 모든 가입국에게 공공연한 사실이다.
이러한 불평등 조약이 체결된 것은 어떤 경우에든 핵확산을 막음으로써 인류와 지구의 공멸을 피해야 한다는 일부 시민단체의 주장을 이용해 핵 강대국들이 억지로 조약을 만든 것이기 때문이다. 그러나 비핵국가들 사이에서는 핵보유국들이 핵무기 감축을 전혀 하지 않는 것에 대해 불만이 잠재되어 있다. 게다가 조약의 비당사국들은 오히려 NPT의 틈새를 이용하여 핵국가와 비핵국가 사이에서 이익을 추구해왔으며 핵개발에 앞장서 왔다. 인도와 파키스탄, 조선민주주의인민공화국은 그 어떠한 눈치도 보지 않고 마음껏 핵실험을 하여 핵무기 개발에 성공하였으며, 이스라엘과 조선민주주의인민공화국은 핵무기를 보유하고 있는 것으로 알려졌다. 그 외에도 이란, 태국, 브라질, 독일 등은 핵개발 의혹을 받고 있다.
NPT는 핵국가와 비핵국가 간의 차별적 구도 위에 세워진 조약이다. 핵확산을 막기 위해 비핵국가들은 핵무기 개발이나 획득이 절대 금지되고 안전조치제도에 의한 사찰을 받아야 하는 반면, 핵국가들은 단지 점진적인 핵무기 감축에 노력하는 것만이 요구되고 있다. 대다수 비핵국가들은 이 조약에서 요구하는 대로 핵무기를 개발하지 않고 평화적 핵활동에만 전념하고 있으나 핵국가들은 안전조치라는 명목으로 비핵국가들의 모든 연구 활동을 감시하는 한편, 자국들이 보유한 핵 무기의 감축을 위해서는 어떠한 노력도 기울이지 않고 있다.

## 조약의 탈퇴
조약의 제 10조 1항을 보면, '각 당사국은 당사국의 주권을 행사함에 있어서 본 조약상의 문제에 관련되는 비상사태가 자국의 지상이익을 위태롭게 하고 있음을 결정하는 경우에는 본 조약으로부터 탈퇴할 수 있는 권리를 가진다. 각 당사국은 동 탈퇴 통고를 3개월 전에 모든 조약 당사국과 유엔 안전보장이사회에 행한다. 동 통고에는 동 국가의 지상이익을 위태롭게 하고 있는 것으로 그 국가가 간주하는 비상사태에 관한 설명이 포함되어야 한다.'라고 규정하고 있다.

## 가입국
전 세계 대부분 국가가 가입돼 있으나 핵보유국인 프랑스와 중국은 미·소 위주의 성격에 반발해 최초에는 가입하지 않았다가 1992년이 돼서야 가입했으며, 인도, 파키스탄, 이스라엘, 쿠바 등이 미가입국으로 남아있다. 조선민주주의인민공화국은 1993년 3월과 2003년 1월 탈퇴를 선언하였다. 국제 원자력 기구 (IAEA)는 이 조약에 가입된 비핵무장 국가만을 대상으로 원자력시설 감시를 정기 및 수시로 실시하고 있다.

## 같이 보기
- 포괄적 핵 실험 금지 조약
- 핵무기 보유국
- 핵무기금지조약(TPNW)